# Cheick Travaly
 (octobre 2023).
Cheick Travaly est un administrateur indépendant et ancien dirigeant de banque sénégalais basé à Dakar.

## Biographie

### Enfance, éducation et débuts
Cheick Travaly obtient une maîtrise en Gestion des Entreprises de l’Université Cheikh Anta Diop et un MBA de Moore School of Business de l’Université de Caroline du Sud.

### Carrière
Cheick Travaly commence sa carrière dans le secteur minier en Guinée. Travaillant ensuite dans la banque, il supervise l'activité de banques panafricaines en Afrique Centrale, de l’Est et Australe,,,,.
Cheick Travaly est cofondateur de l'initiative panafricaine MANSSAH,.